# لئونید برنیوی
لئونید سالومونوویچ برِنی‌وُی (روسی: Леони́д Серге́евич Бронево́й؛ زادهٔ ۱۷ دسامبر ۱۹۲۸) بازیگر اهل روسیه است.
از فیلم‌ها یا برنامه‌های تلویزیونی که وی در آن نقش داشته است، می‌توان به لحظات هفده‌گانه بهاری و تاری، پرنده کوچک اشاره کرد.
وی همچنین برندهٔ جوایزی همچون جایزه هنرمند مردمی اتحاد جماهیر شوروی شده است.